# Henclová (potok)
Henclová je potok na Spiši, v západní části okresu Gelnica. Je to levostranný přítok Tiché vody, měří 5 km a je tokem VII. řádu.

## Pramen
Pramení ve Volovských vrších, v geomorfologickém podcelku Zlatý stôl, na severozápadním svahu Volovce (1 283,7 m n. m.), přímo pod sedlem Volovec, v nadmořské výšce přibližně 1 130 m n. m.

## Popis toku
Od pramene teče směrem na SSV, zleva nejprve přibírá přítok pramenící severovýchodně od kóty 1 213 m n. m., pak z téže strany přítok pramenící východně od kóty 1 143 m n. m. a stáčí se více na severovýchod. Z levé strany následně přibírá přítok z východního svahu Čertovy hole (1 245,0 m n. m.) a zprava krátký přítok ze SSV svahu Kečky (1 130,6 m n. m. ). Zleva vzápětí přibírá přítok z JJV úpatí Uherčíkové (1 066 m n. m.), na krátkém úseku pokračuje směrem na sever a vtéká do intravilánu obce Henclová, kde zleva přibírá přítok z východního svahu Uherčíkové. Nakonec se stáčí východním směrem a na území zmíněné obce, na severním okraji intravilánu místní části Tichá Voda, se v nadmořské výšce cca 628 m n. m. vlévá do Tiché vody.